# Frederick Hollyer
Frederick Hollyer (Pentonville, 17 juni 1838 –Blewbury, 21 november 1933) was een Engels fotograaf.

## Leven en werk
Hollyer werd geboren in een familie van grafici en werd ook zelf aanvankelijk opgeleid als graficus. Rond 1860 raakte hij echter geïnteresseerd in de fotografie. Tegen 1870 begon hij onder de hoede van Frederic Leighton met het fotograferen en publiceren van prerafaëlitische kunstwerken, onder meer van Edward Burne-Jones, George Frederic Watts, Simeon Solomon en Dante Gabriel Rossetti. Met name zijn foto’s van tekeningen werden geprezen om hun hoge kwaliteit, 'nauwelijks van echt te onderscheiden'.
Behalve als kunstfotograaf maakte Hollyer ook naam als portretfotograaf. Aan het einde van de negentiende eeuw had hij daartoe dertig jaar lang een studio aan Pembroke Square, Kensington, Londen. Hij fotografeerde tal van beroemdheden, zoals Walter Crane, William Morris, Aubrey Beardsley, Edward Burne-Jones John Ruskin, H. G. Wells, George Bernard Shaw, Mrs. Patrick Campbell en Ellen Terry.
Hollyer zette zich voortdurend in om de fotografie ook als kunstvorm erkend te krijgen. Hij was lid van de Royal Photographic Society en de picturalistische fotografievereniging The Linked Ring, en was een der eerste portretfotografen die zijn werk in kunstgaleries exposeerde.
Hollyer was getrouwd met Mary Anne Armstrong (1838–1913). Hij overleed op vijfennegentigjarige leeftijd in het huis van zijn oudste zoon Frederick in Blewbury, die dertig jaar eerder al zijn fotostudio had overgenomen.
Veel van het werk van Hollyer bevindt zich momenteel in de National Portrait Gallery en het Victoria and Albert Museum te Londen.

## Galerij

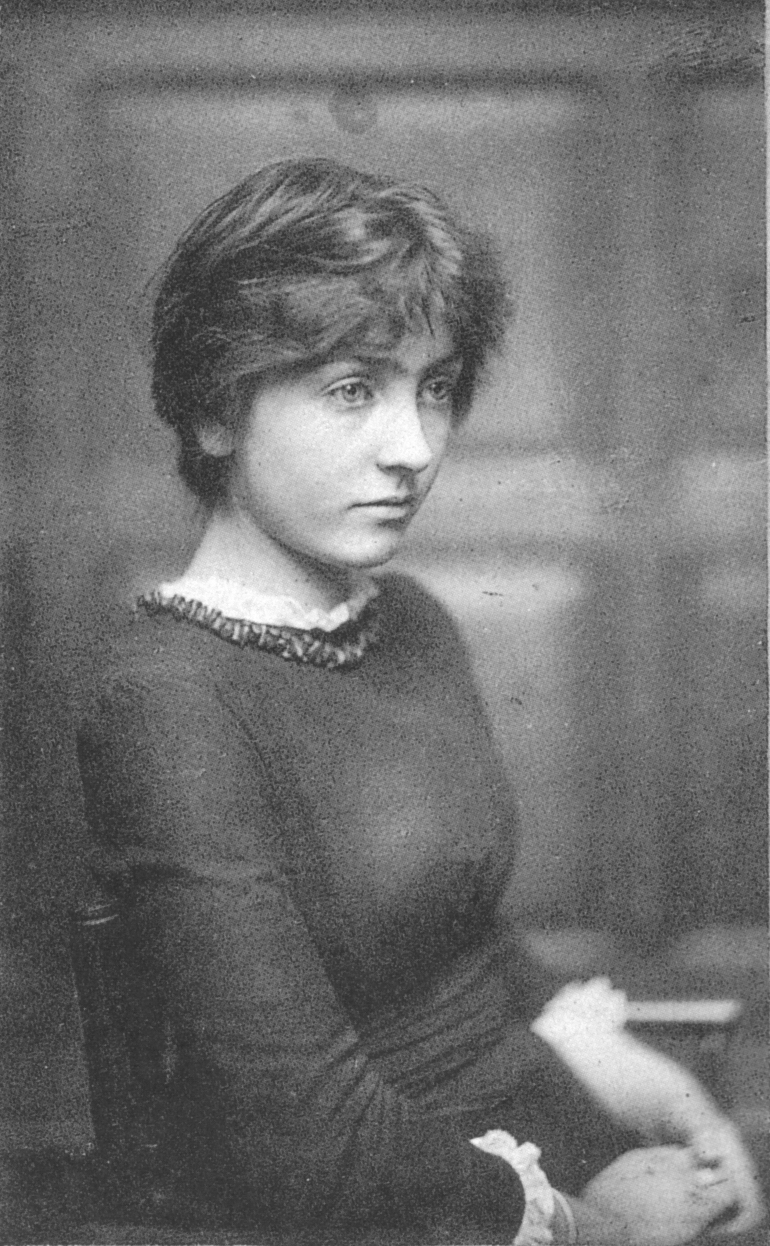
Margaret, dochter van Edward Burne-Jones, 1884
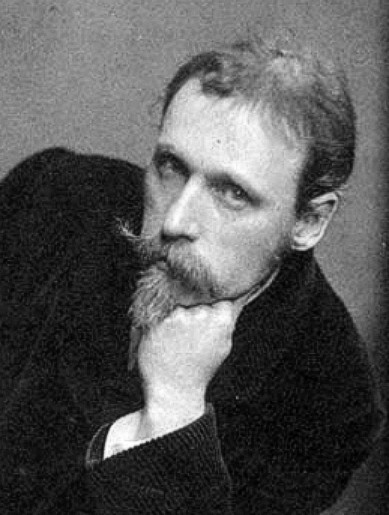
Walter Crane, 1886
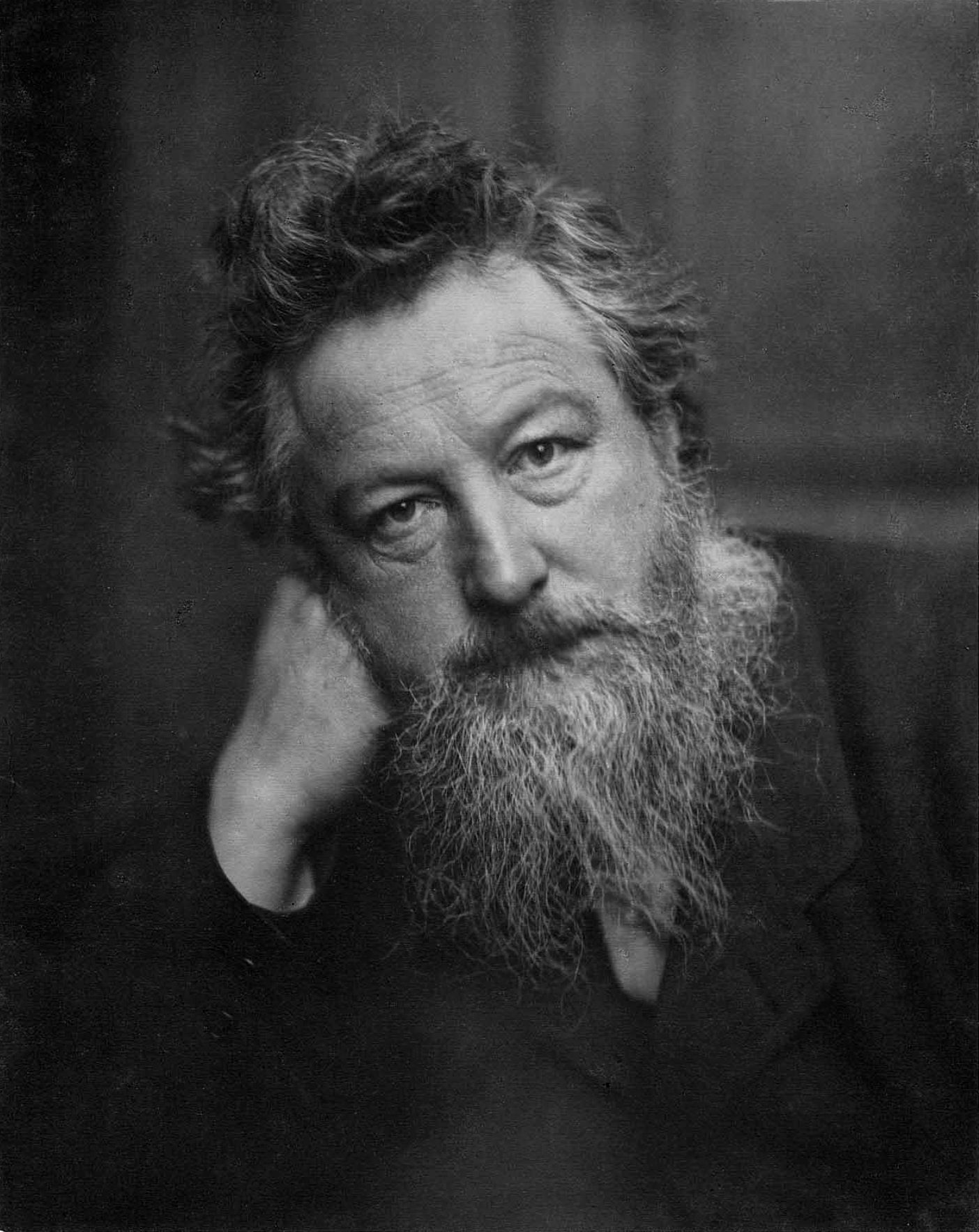
William Morris, 1887
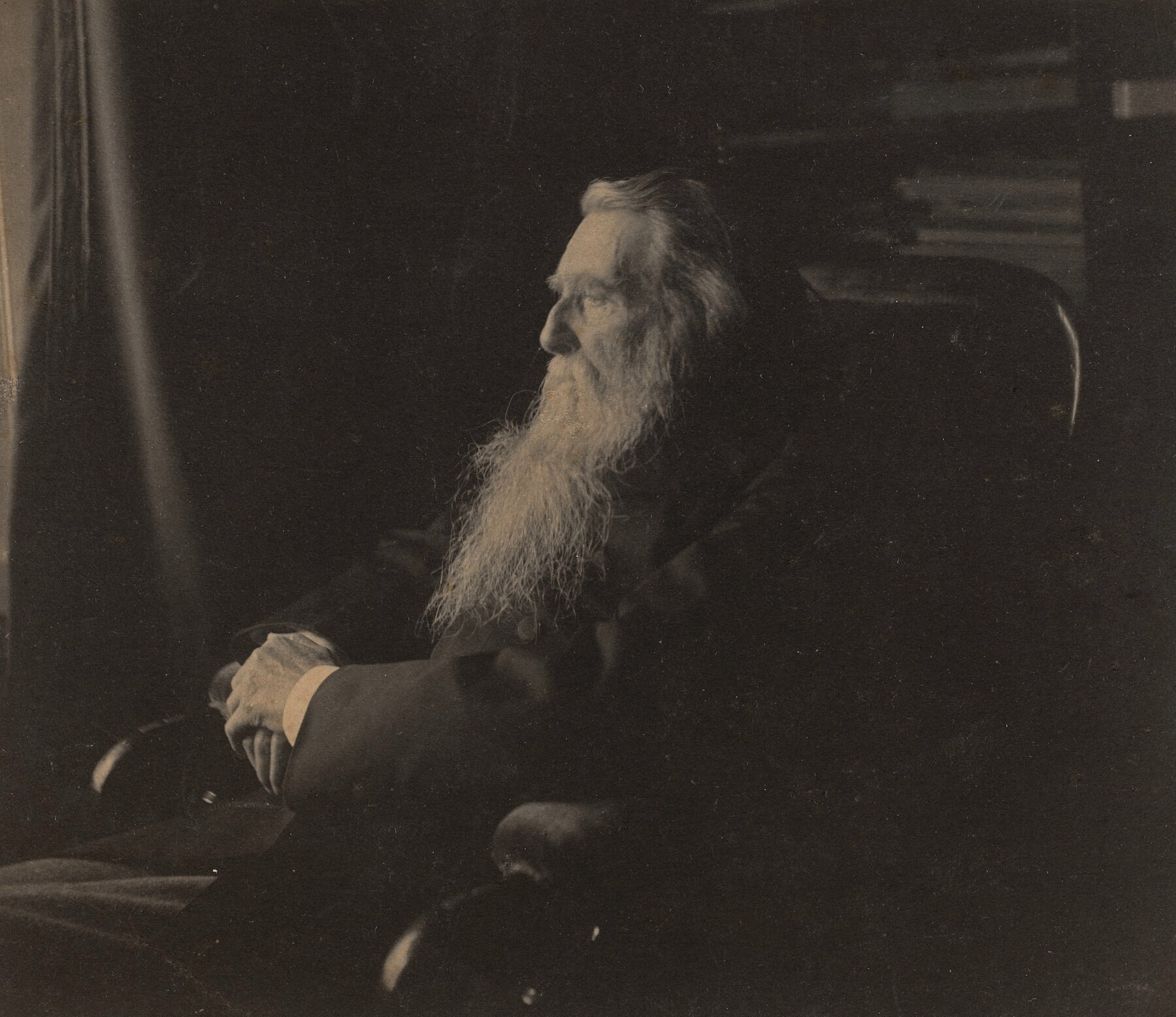
John Ruskin, 1894
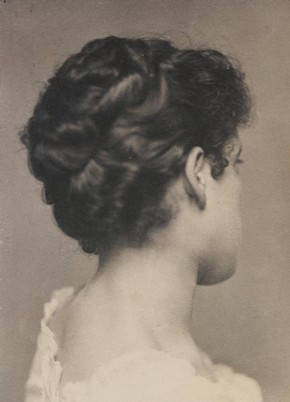
Margo Asquith, 1890
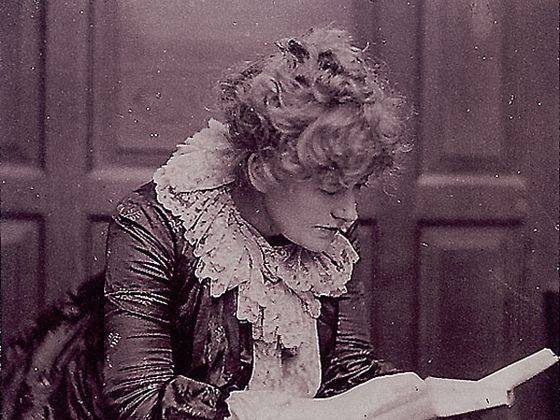
Ellen Terry, 1890
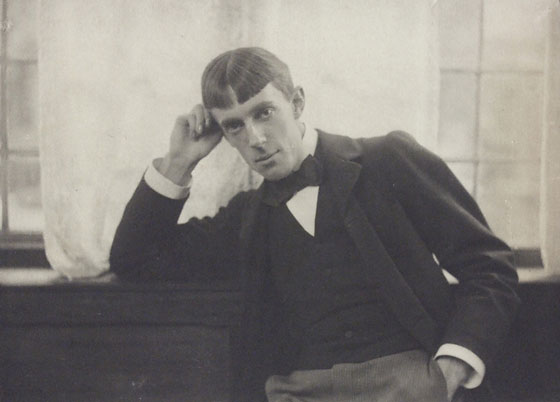
Aubrey Beardsley, 1890
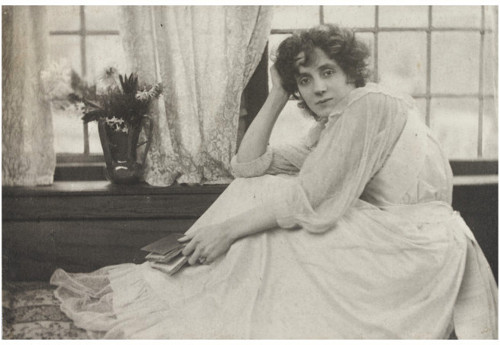
Mrs. Patrick Campbell, 1893
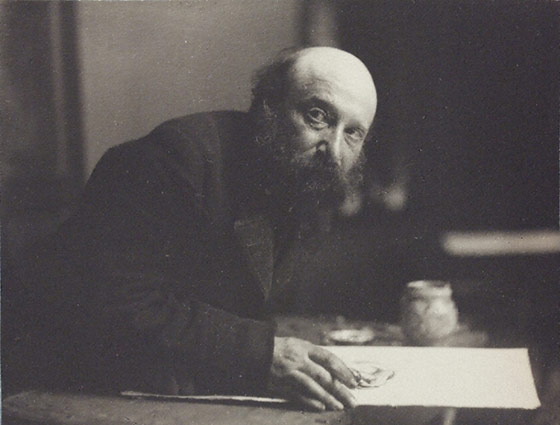
Simeon Solomon, ca 1890
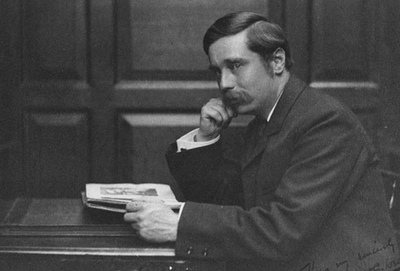
H.G. Wells, 1890